# Eerste Divisie 2011-2012
La Eerste Divisie 2011-2012 è stata la 56ª edizione del campionato olandese di calcio di Eerste Divisie che, per ragioni di sponsorizzazione, ha preso il nome di Jupiler League.

## Squadre partecipanti
| Club             | Città            | Stadio                      | Capacità | Stagione 2004-2005                                                     |
| ---------------- | ---------------- | --------------------------- | -------- | ---------------------------------------------------------------------- |
| AGOVV            | Apeldoorn        | Fly Brazil Desko-stadion    | 3 259    | 15º posto in Eerste Divisie                                            |
| Almere City      | Almere           | Mitsubishi Forklift Stadion | 3 000    | 18º posto in Eerste Divisie                                            |
| Cambuur          | Leeuwarden       | Cambuur Stadion             | 10 000   | 5º posto in Eerste Divisie                                             |
| Den Bosch        | 's-Hertogenbosch | De Vliert                   | 8 500    | 8º posto in Eerste Divisie                                             |
| Dordrecht        | Dordrecht        | GN Bouw Stadion             | 4 100    | 11º posto in Eerste Divisie                                            |
| Eindhoven        | Eindhoven        | Jan Louwers Stadion         | 4 600    | 12º posto in Eerste Divisie                                            |
| Emmen            | Emmen            | Univé Stadion               | 8 600    | 13º posto in Eerste Divisie                                            |
| Fortuna Sittard  | Sittard-Geleen   | Trendwork Arena             | 12 500   | 16º posto in Eerste Divisie                                            |
| Go Ahead Eagles  | Deventer         | De Adelaarshorst            | 6 750    | 7º posto in Eerste Divisie                                             |
| Helmond Sport    | Helmond          | Lavans Stadion              | 4 100    | 3º posto in Eerste Divisie                                             |
| MVV              | Maastricht       | De Geusselt                 | 10 000   | 10º posto in Eerste Divisie                                            |
| TOP Oss          | Oss              | Heesen Yachts Stadion       | 4 700    | 1º posto nel girone della domenica di Topklasse (promosso ai play-off) |
| Sparta Rotterdam | Rotterdam        | Sparta Stadion Het Kasteel  | 11 000   | 9º posto in Eerste Divisie                                             |
| Telstar          | Velsen           | TATA Steel Stadion          | 3 260    | 14º posto in Eerste Divisie                                            |
| Veendam          | Veendam          | De Langeleegte              | 6 500    | 4º posto in Eerste Divisie                                             |
| Volendam         | Edam-Volendam    | Kras Stadion                | 7 384    | 6º posto in Eerste Divisie                                             |
| Willem II        | Tilburg          | Koning Willem II Stadion    | 14 637   | 18º posto in Eredivisie                                                |
| Zwolle           | Zwolle           | IJsseldeltastadion          | 10 500   | 2º posto in Eerste Divisie                                             |

## Classifica
|  | Pos. | Squadra          | Pt | G  | V  | N  | P  | GF | GS | DR  |
|  | ---- | ---------------- | -- | -- | -- | -- | -- | -- | -- | --- |
|  | 1.   | Zwolle           | 72 | 34 | 22 | 6  | 6  | 68 | 34 | +34 |
|  | 2.   | Sparta Rotterdam | 65 | 34 | 19 | 8  | 7  | 59 | 32 | +27 |
|  | 3.   | Eindhoven        | 63 | 34 | 18 | 9  | 7  | 52 | 33 | +19 |
|  | 4.   | Helmond Sport    | 62 | 34 | 18 | 8  | 8  | 62 | 50 | +12 |
|  | 5.   | Willem II        | 58 | 34 | 17 | 7  | 10 | 67 | 41 | +26 |
|  | 6.   | Den Bosch        | 57 | 34 | 16 | 9  | 9  | 57 | 32 | +25 |
|  | 7.   | Cambuur          | 56 | 34 | 16 | 8  | 10 | 68 | 44 | +24 |
|  | 8.   | MVV              | 51 | 34 | 14 | 9  | 11 | 59 | 55 | +4  |
|  | 9.   | Go Ahead Eagles  | 50 | 34 | 14 | 8  | 12 | 65 | 56 | +9  |
|  | 10.  | Dordrecht        | 50 | 34 | 13 | 11 | 10 | 56 | 62 | –6  |
|  | 11.  | Fortuna Sittard  | 48 | 34 | 13 | 9  | 12 | 62 | 51 | +11 |
|  | 12.  | Volendam         | 48 | 34 | 14 | 6  | 14 | 57 | 55 | +2  |
|  | 13.  | Almere City      | 40 | 34 | 11 | 7  | 16 | 52 | 62 | –10 |
|  | 14.  | TOP Oss          | 35 | 34 | 10 | 5  | 19 | 56 | 76 | –20 |
|  | 15.  | Telstar          | 32 | 34 | 9  | 5  | 20 | 45 | 70 | –25 |
|  | 16.  | Veendam          | 22 | 34 | 4  | 10 | 20 | 42 | 67 | –25 |
|  | 17.  | AGOVV            | 19 | 34 | 5  | 4  | 25 | 36 | 94 | –58 |
|  | 18.  | Emmen (-6)       | 17 | 34 | 6  | 5  | 23 | 24 | 73 | –49 |

Legenda:

      Ammesse in Eredivisie 2012-2013
      Retrocessa in Topklasse 2012-2013
Note:

Tre punti a vittoria, uno a pareggio, zero a sconfitta.
Emmen parte da −6 punti.